# Pantolabus radiatus
Pantolabus radiatus  (лат.) — вид морских лучепёрых рыб из монотипического рода Pantolabus семейства ставридовых (Carangidae). Распространены в западной части Тихого океана и восточной части Индийского океана. Максимальная длина тела 40 см. Морские бентопелагические рыбы.

## Описание
Тело овальной формы, сжато с боков. Высота тела составляет 31,3—37,0 % стандартной длины тела. Верхний и нижний профили тела немного выпуклые, сходны по форме. Рыло заострённое. Грудь полностью покрыта чешуёй, за исключением небольшого голого участка в передней нижней части. Диаметр глаза примерно равен или немного превышает длину рыла. Жировое веко хорошо развито только в задней части глаза. Окончание верхней челюсти вогнутое, доходит до вертикали, проходящей через центр глаза. Верхняя челюсть с внешним рядом немного увеличенных конических зубов, окаймленных внутренней полосой мелких, заостренных зубов. На нижней челюсти немного увеличенные конической формы зубы расположены в один ряд, иногда в передней части несколько рядов зубов. На первой жаберной дуге 36—41 (включая рудиментарные) жаберных тычинок, из них на верхней части 11—13, а на нижней части 25—28 тычинок. Два спинных плавника. В первом спинном плавнике 8 жёстких лучей, а во втором — один жёсткий и 23—26 мягких лучей. В анальном плавнике один колючий и 18—20 мягких лучей, перед плавником расположены 2 колючки. Высота первого спинного плавника почти равна высоте передней доли второго спинного плавника у самок. Основания второго спинного и анального плавников закрыты покрытым кожей чехлом. У взрослых самцов все мягкие лучи спинного и анального плавников вытянуты в длинные нити (у самок без нитей). Брюшные плавники длинные, их окончания доходят до анального отверстия, могут убираться в борозду на брюхе. Боковая линия делает невысокую дугу в передней части, а затем идёт прямо до хвостового стебля. Переход изогнутой части боковой линии в прямую часть расположен на вертикали, проходящей в области между четвёртым и шестым мягким лучом второго спинного плавника. Длина хорды выгнутой части боковой линии укладывается 1,6—2,2 раза в длину прямой части. В выгнутой части боковой линии 33—41 чешуй. В прямой части 0—9 чешуй и 38—49 костных щитков. Хвостовой плавник раздвоенный. Позвонков: 10 туловищных и 14 хвостовых.

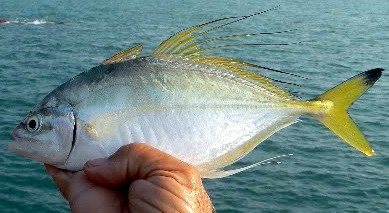

Верхняя часть тела от оливково-зелёного до голубовато-зелёного цвета, нижняя часть — серебристая или беловатая. Чёрное пятно на жаберной крышке. Спинные плавники и анальный плавник оранжево-жёлтые. Хвостовой плавник от бледного до ярко-жёлтого цвета, окончание верхней доли чёрного цвета. Брюшные плавники белые, а грудные плавники бледно-оранжевые или гиалиновые.
Максимальная длина тела 40 см.

## Ареал и места обитания
Распространены только в тропических районах от Северного Сулавеси (Индонезия) до Папуа-Новая Гвинея и Австралии. У берегов Австралии встречаются от города Порт-Хедленд (Западная Австралия) до центральной части Квинсленда . Обитают в прибрежных водах на глубинах, не превышающих 30 м. Иногда заходят в эстуарии и устья рек. Питаются придонными ракообразными. 